# Северинівське городище

Северинівське городище — пам'ятка скіфського часу на території Східного Поділля що датується 7- поч. 6 ст. до Р. Х. Час існування Северинівського городища добре співвідноситься зі спорідненими поселенськими структурами. Співставлення речового комплексу вказує на близькість з ранньоскіфським шаром Немирівського городища. Матеріальний комплекс Северинівки цілком відповідає віділеному на Західному Більську горизонту Б датованому за античними імпортами, та комплексу Трахтемирівського городища.
Історія дослідження
Пам'ятка вперше згадується у роботах Ю. Й. Сіцінського та В. К. Гульдмана. У 1947—1948 та 1953 роках дослідження на городищі проводила Південно-Подільська експедиція Ленінградського державного університету та Інституту історії та матеріальної культури АН СРСР під керівництвом М. І. Артамонова. Результати досліджень цієї експедиції були опубліковані Г. І. Смірновою в узагальнюючій статті робіт експедиції на цій пам'ятці.
Наступним хто досліджував Северинівське городище був Б. М. Лобай. У 1980-му році проводились розкопки пам'ятки у зв'язку з її руйнуванням через видобуток вапняку біля пам'ятки. Експедицією було закладено 2 розкопи: в першому було виявлено сліди житла та господарської ями, а в другому — рештки поховання за обрядом тілоспалення. Проте повністю результати його досліджень не опубліковані.
З 2009 року і по 2015 р дослідженням городища займалась об'єднана україно-польська експедиція Інституту археології НАНУ, Національного Університету «Києво-Могилянська академія» (Київ) та Університету Адама Міцкевича (Познань) під керівництвом Ю. В. Болтрика та М.Ігначека у рамках проекту «Фортеці України».
Топографія та укріплення.
Городище розташоване на правому березі р. Ров, правої притоки Південного Бугу. Згідно адміністративного поділу ця територія входить до Жмеринського району Вінницької області. Пам'ятка розташована на мисі та має наближену до трикутної форму. Городище укріплене лінією оборони: з пд.-зх. напільного боку це вал з ровом, з пн-сх — вал з ескарпом та природним рівчаком. З пн та зх сторін городище постійно піддається руйнуванню через прокладення насипу залізниці та ерозії покинутого кар'єра. Наразі площа городища становить близько 5 га. Під час досліджень 1980-го року Б. М. Лобай виявив два в'їзди на городище: з пн.-сх боку та пд.-сх.
Характеристика досліджених споруд житлового призначення.
Б. М. Лобаєм було виявлено житло неправильної овальної форми типу землянки. В зх. і сх.. частинах житла були вироблені сходи. В землянці було зафіксовано рештки глиняної печі. Ні в розкопі ні в житлі не виявлено жодних слідів дерев'яних конструкцій. Подібні житла зустрічаються на пам'ятках скіфського часу Правобережжя. В заповненні землянки простежується 2 культурних горизонти розділених шаром глини, що вказує на два періоди заселення городища.
Ю. В. Болтриком та М. Ігначеком було вивчено 35 об'єктів житлово-господарського призначення. Частина з них зосереджені у пд.-зх частині городища та їх група налічує 10 комплексів. У одному з таких комплексів було зафіксовано наступні об'єкти: легкі наземні споруди без явних дерев'яних конструкцій, льохи, господарські ями та два відкриті вогнища. Варто зазначити, що на дні об'єкту який був інтерпретований як легка наземна споруда було виявлено шар з розвалами кераміки перекритий шаром обмазки із слідами тину. Виявлений комплекс, дослідниками було інтерпретовано як садибу. Зважаючи на особливості розташування виявлених споруд дослідниками зроблено висновок, що городище забудовувалось «кущовим» способом. Окремі господарства розташовувались в довільному порядку на певній відстані одна від одної.
Господарські споруди
У комплексі споруд які інтерпретуються як садиба було виявлено льохи. Ці споруди являли собою 2 овальні ями, в одній з яких було зафіксовано сходинки вирізані в материку а сам льох був перекритий завалом обмазки легкої наземної конструкції. Поряд з льохами було зафіксовано три господарські ями круглої форми.
Господарство.
Під час розкопок було виявлено чимало кісток тварин, знахідки яких вказують на побутування як тваринництва так і мисливства. Також на городищі побутувало косторізне виробництво. Про це свідчить наявність як готових виробів — псаліїв у звіриному стилі, кістяних наконечників стріл, ворворок, гребінців, так і сировинних матеріалів — заготовок з рогу оленя. Щодо гребінців то вони вказують на наявність ткацтва. Підтверджують існування ткацтва наступні знахідки: глиняні пряслиця, слабоувігнуті котушки які могли використовуватись у ткацьких приладах, грузила, та відбитки тканини на денцях посуду. Описуючи тогочасну тканину, варто зазначити, що виявлені відбитки вказують на просте плетення з товщиною ниток до 1 мм. Щільність зразків: 10 ниток/см, 5 ниток/см. Серед інших знахідок що розкривають галузі господарства мешканців є крем'яний серп (7-6 ст. до Р. Х.). В цей період такі вироби більш характерні для Подністров'я хоча відомі і в Подніпров'ї. Зокрема виявлений серп має аналог, що походить з кургану поблизу Медвина. Наявність серпа та поодинокі знахідки металевих артефактів вказують на те, що метал для мешканців городища все ще залишався досить цінним ресурсом.
Кераміка.
Керамічні вироби представлено кухонним, столовим і тарним посудом. Кухонний посуд представлено фрагментами горщиків з відігнутим назовні вінцем, вони орнаментовані наліпним валиком із защепами та проколами. Столовий посуд представлений мисками з круглобоким чи трапецієподібним профілем з вінцем загнутим всередину. Орнаментацією виступають композиції у вигляді наколів з перлинами по вінцю. Черпаки мають типовий S-подібний профіль та «кнопку» на ручці. Тарний посуд представлений фрагментами корчаг та котлоподібних посудин. Їх вінця можуть бути орнаментовані проколами, а бортики — ручками-упорами чи валиками.
На наявність керамічного виробництва тут вказують знахідки допоміжних знарядь для виробництва кераміки. Зокрема це кам'яні шліфувадла які являють собою добре загладжені овальні в перерізі шматки граніту.
Література.
1. Шелехань О. В. Оборонні споруди Северинівського городища скіфського часу в басейні р. Південний Буг МАґістеріум. Випуск 45. Археологічні студії- С. 55-59
2. Болтрик Ю. В., Ліфінтій О., Шелехань О. В. Ремісниче виробництво жителів Северинівського городища за новими даними //Актуальні проблеми археології, історії та історичного краєзнавства Буго-Дніпровського межиріччя: Збірник наукових праць/ Відп.ред. В. І. Марочко, А. Г. Морозов. — Умань: ПП Жовтий, 2012. — С. 42-49
3. Болтрик Ю. В., Ігнечек М., Шелехань О. В. Садиба на південно-західній частині Северинівського городища (за матеріалами 2009—2012 рр.) //«Археологія & Фортифікація України». Збірник матеріалів IV Всеукраїнської науково-практичної конференції [редкол.: В. С. Травінський (відп.ред.) та ін]. Кам'янець -подільський, 2014. — С. 84-92
4. Болтрик Ю. В., Ігнечек М., Ліфантій О., Шелехань О. В. Рогові елементи вузди з Северинівського городища//Наукові студії: Збірник наукових праць/ Історико-краєзнавчий музей м. Винники, Інститут археології Жешівського університету. — Вип.8. Давні майстерні та виробництво у Вісло-Дніпровському регіоні. — Жешів; Львів-Винники, 2015 -С. 222—245
5. Ильинская В. А. Тереножкин А. И. Скифия VII—IV вв. до н.э./Наукова думка/ Киев, 1983—367 с.
Скіфські городища Вінницької області‎